# The Turn of a Friendly Card
Albums de The Alan Parsons Project
Eve
(1979) Eye in the Sky
(1982)
The Turn of a Friendly Card est le cinquième album du groupe de rock progressif britannique The Alan Parsons Project, sorti en 1980.
À sa sortie, il se classe no 13 des ventes aux États-Unis et no 38 au Royaume-Uni.
La pièce titre, qui apparaît sur la face 2 du LP, est une suite de 16 minutes divisée en cinq titres. The Turn of a Friendly Card a engendré les hits Games People Play et Time, ce dernier étant la première apparition vocale principale d'Eric Woolfson. Une version éditée de la pièce titre combinant les parties d'ouverture et de fin de la suite a également été publiée en single avec une vidéo officielle.
Comme les autres opus du groupe, The Turn of a Friendly Card est un album concept dont le thème est centré sur l'industrie du jeu et le sort des joueurs, avec plus d'une référence à Las Vegas (par exemple : "il y a un signe dans le désert qui se trouve à l'ouest " de la pièce titre). Musicalement, c'est un album plus mélodique et accessible que ses prédécesseurs.
Jusqu'à cet album, les opus précédents d'Alan Parsons Project avaient été emballés sous des enveloppes teintées (exemple l'album Wish You Were Here de Pink Floyd) Les contraintes budgétaires croissantes des maisons de disques ont fait qu'à partir de The Turn of a Friendly Card, tous les albums du groupe seraient emballés sous une simple pochette.
L'album a été enregistré en un temps record de deux semaines à Paris. Habituellement, le projet Alan Parsons prenait plusieurs mois pour enregistrer un album.

## Titres
Toutes les chansons sont d'Alan Parsons et Eric Woolfson.

### Face 1
1. May Be a Price to Pay – 4:58
2. Games People Play – 4:22
3. Time – 5:04
4. I Don't Wanna Go Home – 5:03

### Face 2
1. The Gold Bug – 4:34
2. The Turn of a Friendly Card – 16:24 
  1. The Turn of a Friendly Card (Part One) – 2:44
  2. Snake Eyes – 3:14
  3. The Ace of Swords – 2:57
  4. Nothing Left to Lose – 4:07
  5. The Turn of a Friendly Card (Part Two) – 3:22

## Musiciens
- Alan Parsons : claviers, Projectron sur "Games People Play", Clavinet sur "The Gold Bug" et "The Ace of Swords", clavecin sur "The Ace of Swords", chant additionnel sur "Time", ingénieur, production
- Eric Woolfson : piano, clavecin, chant sur Time et Nothing Left to Lose, producteur exécutif
- Ian Bairnson : guitares acoustique et électrique, guitare classique, guitare pedal-steel sur Time
- David Paton : basse
- Stuart Elliott : batterie, percussions
- L'Orchestre de chambre de Munich avec Eberhard Schoener : cordes
- Sandor Farcas : premier violon
- Andrew Powell : arrangements et direction de l'orchestre

## Instrumentation supplémentaire
"The Gold Bug", qui fait référence à la nouvelle du même titre d'Edgar Allan Poe, comprend une partie de sifflement de Parsons (dans le style des premiers thèmes d'Ennio Morricone pour les westerns spaghetti de Sergio Leone, tels que A Fistful of Dollars), tandis que le thème principal est joué au saxophone alto. Le saxophoniste, initialement crédité sous le nom de Mel Collins, est plutôt crédité sur les notes de pochette de l'édition remasterisée comme "Un musicien de session à Paris dont le nom nous échappe"; cela fait référence au fait que la partie de saxophone est un composite de plusieurs prises distinctes. De même, la partie d'accordéon sur "Nothing Left to Lose" est créditée dans les notes de pochette à "Un musicien de session parisien non identifié". Également sur "The Gold Bug", les nouvelles notes de pochette attribuent un "Triangle rotatif harmonisé" au batteur Stuart Elliott. Cela fait référence aux effets sonores de phase entendus tout au long de l'introduction sans rythme de la pièce.

## Vocalistes
- Elmer Gantry : chant sur May Be a Price to Pay

- Lenny Zakatek : chant sur Games People Play et I Don't Wanna Go Home

- Eric Woolfson : chant sur Time et Nothing Left to Lose

- Chris Rainbow : chant sur The Turn of a Friendly Card (les deux parties) et Snake Eyes, chœurs

## Production
- Alan Parsons  : Production, ingénieur
- Eric Woolfson : Producteur exécutif
- Chris Blair : Consultant mastering
- Lol Creme et Kevin Godley : conception et réalisation de la pochette